# Valentino China
Valentino China (Iseo, 27 marzo 1977) è un ex ciclista su strada italiano, Campione del mondo juniors su strada nel 1995 fu poi professionista dal 1998 al 2001.

## Biografia
Campione del mondo nel 1995 a San Marino nella categoria juniores, vinse anche un campionato italiano nella categoria allievi nel 1993 a Feltre. Fu attivo tra gli under 23 dal 1996 al 1998, prima per due anni con con la squadra toscana Casini Vellutex successivamente con il G.S. Resine Ragnoli Brescialat piazzandosi al secondo posto nella classifica generale del Giro delle regioni, passò poi professionista nel 1998 all'età di 21 anni con la Saeco.
Durante il giro delle Fiandre del 1999 ebbe una rottura parziale del tendine di Achille, successivamente operato, che ne compromise almeno parzialmente la carriera.
Conclude la carriera a fine 2001.

## Riconoscimenti
- Oscar TuttoBici nel 1995